# Dietmar Larcher
Dietmar Larcher (* 3. Oktober 1940 in Innsbruck) ist ein österreichischer Erziehungswissenschaftler und Hochschullehrer. In Büchern, Projekten und zahllosen Aufsätzen beschäftigt er sich mit den psychosozialen Aspekten der Mehrsprachigkeit, der Fremdheit und der interkulturellen Bildungsforschung.

## Leben und Werk
Nach dem Besuch des Gymnasiums in Hall in Tirol studierte Larcher Germanistik und Anglistik in Innsbruck und in London. 1964 promovierte er mit seiner Dissertation über Dialektgeographie der Zillertaler Alpen zum Dr. phil. an der Universität Innsbruck. Bis 1968 war er Gymnasiallehrer für Deutsch und Englisch an verschiedenen Tiroler Schulen, bis 1969 Universitätslektor für Deutsch als Fremdsprache an der Stetson University in Florida, USA. 1970 entwickelte er das Schulorganisationsmodell „Schigymnasium Stams“, das er bis 1971 leitete. Ab 1971 war er wissenschaftlicher Mitarbeiter am Institut für Erziehungswissenschaften der Universität Innsbruck; Larcher habilitierte sich in Curriculumtheorie und wurde 1984 als ordentlicher Universitätsprofessor für Erziehungswissenschaft an die Universität Klagenfurt berufen, an der er bis 2000 eine Professur innehatte;
Dietmar Larcher war mit Agnes Larcher verheiratet, hat zwei Kinder und lebt in Mönichkirchen, Wien und an den jeweiligen Orten seiner Forschungs- und Lehraufenthalte.

## Forschungstätigkeit
Seine Forschungstätigkeit erstreckt sich von den Fragen der psychischen und sozialen Situation zweisprachig sozialisierter Menschen, bis zur Sprache als soziales Handeln und Fragen der Identität bzw. Fremdheit bei Zweisprachigkeit.

## Gastprofessuren
Larcher war wissenschaftlicher Direktor am multilingualen Zentrum der Provinz Bozen, Professor an der Beheshti-Universität in Teheran für Deutsch als Fremdsprache, Gastprofessor in China für Interkulturelle Bildung und Mehrsprachigkeit an der Hangzhou Normal University in Hangzhou. Weitere Forschungsaufenthalte führten ihn nach Nicaragua, in den Vorderen Orient (Jordanien, Libanon, Syrien), nach Indonesien, Madagaskar, Guatemala, Bosnien, Kroatien und Montenegro.